# Burg Vichtenstein
Die Burg Vichtenstein erhebt sich weit sichtbar oberhalb des Donautales im Sauwald in Oberösterreich in der Gemeinde Vichtenstein, gegenüber dem Markt Obernzell in Niederbayern.

## Geschichte
Das Entstehungsjahr der Höhenburg ist urkundlich nicht zu sichern; es wird davon ausgegangen, dass die Burg vermutlich um das Jahr 1100 errichtet wurde und zur Grafschaft Formbach gehörte. Die erste Erwähnung findet sich 1116 mit dem Grafen von Formbach auf Schloss Vornbach, die sich auch „von Vichtenstein“ nannten. Möglicherweise war der 1090 verstorbene Heinrich II. von Formbach der Erbauer der ersten Burganlage.
Hedwig von Vichtenstein aus dem Geschlecht der Formbacher hatte ihrem Ehemann Engelberg Graf zu Hall und Wasserburg auf Burg Wasserburg die Herrschaft Vichtenstein als Mitgift in die Ehe gebracht, als ihre Herkunftsfamilie im Namensträgerstamm erloschen war.
Im Jahre 1217 nahm König Andreas II. von Ungarn am fünften Kreuzzug, dem Kreuzzug von Damiette, ins Heilige Land teil, an dem sich viele deutsche, vor allem aber bayerische Ritter beteiligten, so auch welche aus der Nachbarschaft des Grafen von Wasserburg und Vichtenstein. Der Versuch ins heilige Land einzudringen scheiterte und König Andreas kehrte zurück. Der größte Teil der deutschen Ritter blieb zurück und versuchte Ägypten zu erobern, denn das Heilige Land stand unter dem politischen Einfluss Ägyptens. Dazu riefen sie weitere Ritter herbei und Graf Konrad von Wasserburg und Vichtenstein rüstete zum Krieg. Die für die Kriegsfahrt nötigen Geldmittel in der Höhe von 1000 Mark Silber borgte er sich am 22. Oktober 1218 vom Fürstbischof Ulrich II. von Passau und verpfändete dafür dem Hochstift seine Burg Vichtenstein samt allen umfangreichen Besitzungen im oberen und unteren Kößlbachtal. Zusätzlich wurde vereinbart, dass bei seiner Heimkehr der Graf die Burg nur aus eigenen Mitteln wieder einlösen und nur zum eigenen Gebrauch verpfänden dürfte, damit das Bistum nicht durch Fremde in der erwähnten Schenkung übervorteilt werden könnte. Kurz nach der Vertragsunterzeichnung heiratete Konrad und überschrieb seiner Frau Kunigunde, Gräfin von Lambach (Hirschberg), die Burg Vichtenstein. Gegen Ende des Jahres 1218 zog Konrad an der Spitze einer Heeresabteilung der Kreuzfahrer nach Ägypten und begann im Sommer 1219 mit der Belagerung der Festung Damiette. Obwohl die Festung fiel, scheiterte der Kreuzzug wenig später und Konrad sowie Bischof Ulrich von Passau, der nachgekommen war, flüchteten zurück in die Heimat.
Bischof Ulrich verstarb am 30. Oktober 1221. Graf Konrad von Wasserburg und Vichtenstein aber kehrte etwa ein halbes Jahr später wohlbehalten nach Vichtenstein zurück. Inzwischen war in Passau wegen des Übertrages der Burg Vichtenstein an die Gemahlin Konrads ein heftiger Streit um die Rechtmäßigkeit dieser Transaktion entbrannt. Im Verlauf dieser Fehde verwüsteten die Vasallen und Burgmannen von Vichtenstein sowie andere Raubritter bischöfliches Eigentum, so dass sich Bischof Gebhard von Passau hilfesuchend an den deutschen König Heinrich VII. zu Worms wendete. Der Kaiser ächtete hierauf am 13. März 1222 die betroffenen Ritter, was zu einem kurzzeitigen Frieden führte. Nach seiner Rückkehr beteiligte sich Konrad jedoch erneut an den Beutezügen und Überfällen der skrupellosen Raubritter und behinderte Handelswege und Schiffsverkehr, indem er die Donau sperren ließ. Konrad wurde daraufhin mehrmals exkommuniziert und schaffte es schließlich nur unter härtesten Bedingungen, die Reichsacht wieder abzuschütteln.
Unter Vorsitz von Kaiser Friedrich II. wurde beschlossen, dass Hallgraf Konrad von Wasserburg und Vichtenstein die Burg Vichtenstein samt Zubehör und allen Gütern, die sie zwischen der Salza und Enns und von der Isar bis zum Böhmerwald besaßen, dem Bischof von Passau ins Eigentum überlassen musste. Als sichtbares Zeichen des passauischen Eigentumsrechts übernahm der Bischof den Vichtensteiner Burgturm und die beiden anliegenden und dazugehörigen Lehensgüter. Die Wächter und Pförtner der Burg waren auf Kosten des Bischofs beizustellen, diese und die übrigen Burgsassen mussten sowohl dem Bischof als auch dem Grafen treue Dienstbarkeit schwören und sich verpflichten, keine Reisenden mehr zu bedrängen. Im Gegenzug wurden dem Grafen für Vichtenstein samt Zugehör und Ministerialen vom Bischof 1200 Mark Passauer Gewichte verpfändet und ein Haus in Passau zu Lehen gegeben.
Die Bischöfe von Passau ließen die Burg, die sie bei Geldbedarf auch verpfändeten, durch Pfleger oder Burggrafen verwalten. Der Passauer Stadtrichter Andreas Haller war 1367 Pfandinhaber der Burg, aber auch Anführer des Passauer Bürgeraufstandes gegen die Herrschaft des Bischofs. Nach der Niederlage der Bürgerschaft verkaufte er die Burg an den Ritter Friedrich von Puchberg. Dies zog wiederum eine mehrjährige Fehde um den Besitz nach sich. Der Bischof entschloss sich, als er 1370 vor den finanziellen Ruin stand, die Burg Vichtenstein und die dazugehörige Grundherrschaft an die Edlen von Schaunberg zu verpfänden. Nach der Niederlage der Schaunberger gegen Herzog Albrecht III. von Österreich kam Vichtenstein wieder an das Bistum Passau zurück. 1661 bis 1691 wurde die Grundherrschaft Vichtenstein von dem Burggrafen Georg Franz Ebenhoch von Hocheneben verwaltet, verblieb bis zur Säkularisation am 3. Jänner 1803 beim Stift Passau und kam danach in den Besitz Österreichs. Die Burg Vichtenstein und der Landbesitz wurden an private Investoren verkauft. Nach der Bauernbefreiung des Jahres 1848 kamen das Schloss und Großgrundbesitz durch Kauf im Jahr 1868 in den Besitz der Grafen von Pachta. Die jetzigen Besitzer erwarben die Burg und die dazugehörigen Besitzungen aus der Erbmasse der Pachta. In den letzten Monaten des Zweiten Weltkriegs im Mai 1945 und der nachfolgenden Zeit der Vertreibung der Deutschen aus der Tschechoslowakei war das Schloss ein Auffanglager für Heimatvertriebene und Flüchtlinge. Die Burg befindet sich im Besitz von Klaus Schulz-Wulkow und kann nicht besichtigt werden.

## Burg Vichtenstein heute
Die Burg liegt oberhalb des rechten Donauufers an einer steilen Berglehne oberhalb der Ortschaft Vichtenstein. Die Burg war in ununterbrochener Folge bewohnt. Dadurch wurde der Burgbereich durch die Jahrhunderte des Öfteren umgebaut und renoviert.
Auf dem schmalen Grat, der die Verbindung von der Burg zum Vorgelände bildet, erhebt sich ein massiver hoher romanischer Turm. Die ältesten Teile der Burg sind der allein stehende Bergfried und der Torbau. Der Zugang zu dem Turm führt über eine gemauerte Brücke, die zu dem Torturm mit Spitzbogentor und darüber befindlichen Rollen für eine früher vorhandene Zugbrücke führt. Die zwei viereckigen Wohntürme sind im 15. oder im 16. Jahrhundert entstanden. Nach der Torhalle befindet sich der langgestreckte vordere Hof, der beiderseits von Mauern begrenzt wird. Nach einem scharfen Knick öffnet sich der eigentliche Burghof. Die Wohn- und Wirtschaftsgebäude sind an die Ringmauer angelehnt. Diese wird durch Türme, die zur Seitenbestreichung dienten, verstärkt.
In der Burg Vichtenstein hat sich ein römisches Relief erhalten, das in der Burg als Spolie eingemauert wurde.
Von kunsthistorischer Bedeutung ist auch die dem Heiligen Hippolyt von Rom geweihte Schlosskapelle, die im 14. Jahrhundert erbaut und im 17. Jahrhundert erweitert wurde. Das Innere der Kapelle hat ein Kreuzrippengewölbe mit figuralen Schlusssteinen.

## Weitere Bilder

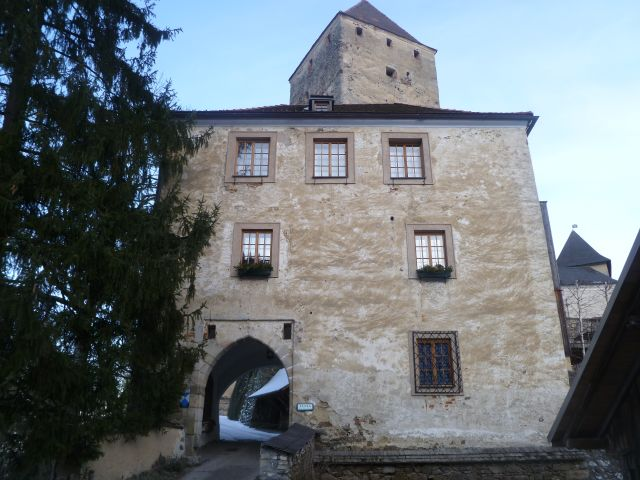
Burg Vichtenstein: Torturm
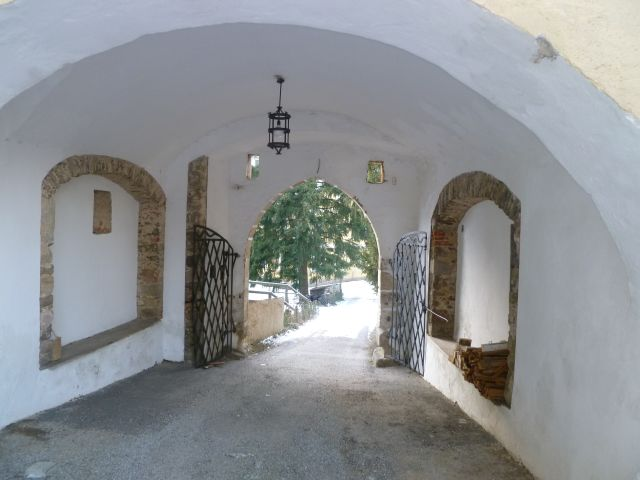
Burg Vichtenstein: Eingangstor
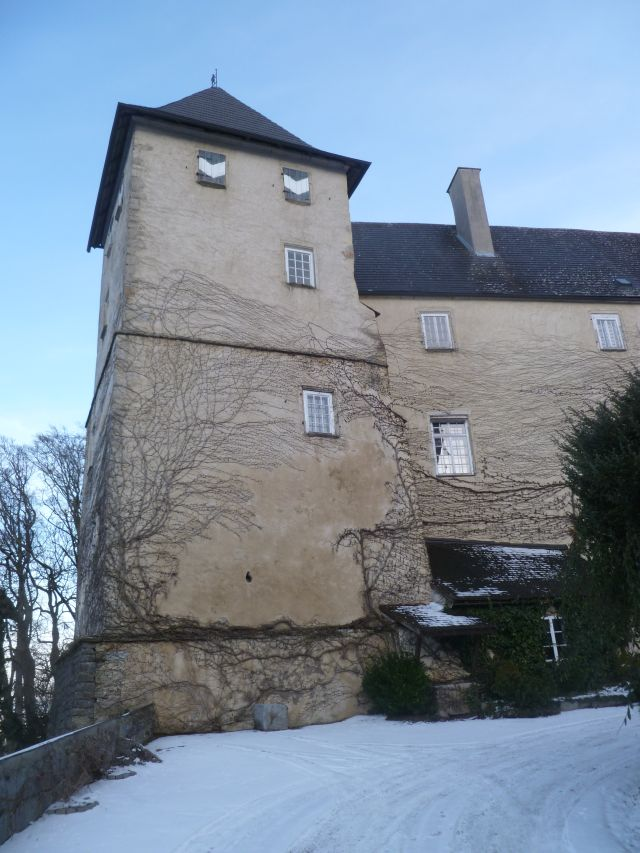
Burg Vichtenstein: Turm im Innenhof
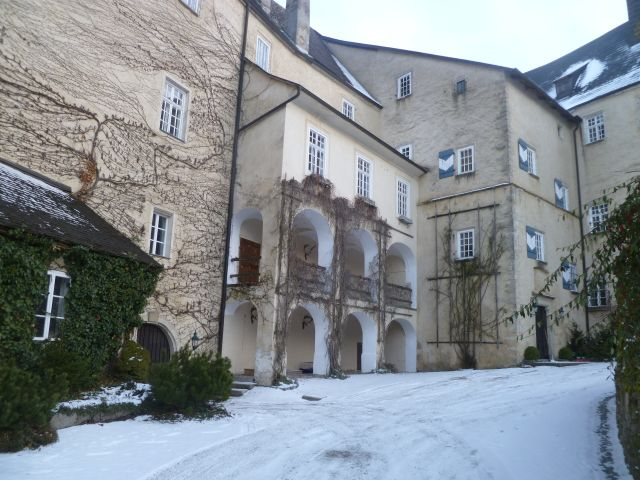
Burg Vichtenstein: Innenhof
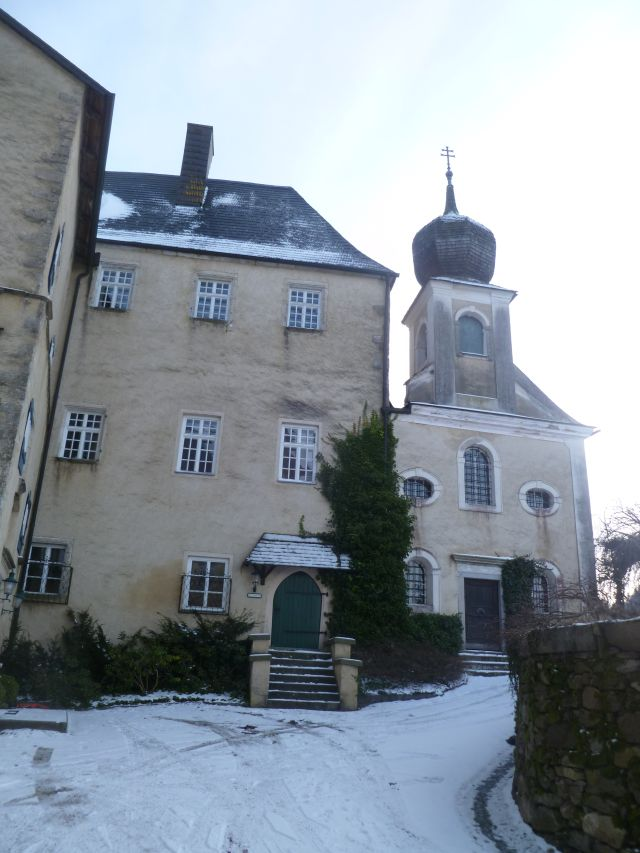
Burg Vichtenstein: Schlosskapelle